# Gonçalo Ramos
Gonçalo Matias Ramos (* 20. Juni 2001 in Olhão) ist ein portugiesischer Fußballspieler. Der Stürmer steht seit Januar 2024 bei Paris Saint-Germain unter Vertrag.

## Karriere

### Vereine
Ramos begann in seinem Geburtsort im Alter von acht Jahren beim dort ansässigen SC Olhanense mit dem Fußballspielen. Nach drei Jahren gelangte er nach Loulé und spielte dort in der Jugendabteilung des Louletano DC, bevor er im Jahr 2013 in die Jugendabteilung von Benfica Lissabon wechselte. Dem Jugendalter entwachsen, rückte er in die Zweite Mannschaft auf, für die er in der Saison 2018/19 in der Segunda Liga seine ersten fünf Punktspiele im Seniorenbereich bestritt. Sein Debüt erfolgte am 13. Januar 2019 (17. Spieltag) bei der 2:3-Niederlage im Heimspiel gegen die Zweite Mannschaft von Sporting Braga. In den beiden Folgesaisons bestritt er 32 weitere Punktspiele, in denen er 15 Tore erzielte; sein erstes Tor gelang ihm am 1. Dezember 2019 (11. Spieltag) beim 2:2-Unentschieden im Heimspiel gegen den Liganeuling CD Mafra mit dem Treffer zum Endstand in der 84. Minute.
Während dieser Zeit wurde er am 21. Juli 2020 (33. Spieltag) im Auswärtsspiel gegen Desportivo Aves mit dem Einsatz in der Ersten Mannschaft belohnt. Beim 4:0-Sieg erzielte er mit den Treffern zum 3:0 und 4:0 in der 87. und 90. Minute seine ersten beiden Tore in der Primeira Liga. In der Folgesaison wurde er viermal eingesetzt und dankte es mit zwei Toren. Seit dem 1. Oktober 2020 ist er Vertragsspieler von Benfica Lissabon und errang mit der Mannschaft am Saisonende 2022/23 die Meisterschaft, in der er mit 19 Toren in 30 Punktspielen beigetragen hatte.
Für die Spielzeit 2023/24 wechselte Ramos per Leihe mit Kaufoption nach Frankreich zu Paris Saint-Germain. Von der Kaufoption machte PSG bereits zum 1. Januar 2024 Gebrauch und verpflichtete Ramos fest.

### Nationalmannschaft
Mit der Einwechslung in der 71. Minute für Jair Tavares im Länderspiel der U17-Nationalmannschaft, die das in Freundschaft ausgetragene Länderspiel in Chesterfield am 8. November 2017 mit 2:3 gegen die U17-Nationalmannschaft Englands verlor, begann seine Karriere als Nationalspieler. Mit der U19-Nationalmannschaft nahm er an der vom 14. bis zum 27. Juli 2019 in Armenien ausgetragenen Europameisterschaft teil, stieß mit ihr ins Finale vor, das jedoch mit 0:2 gegen die U19-Nationalmannschaft Spaniens in Jerewan verloren wurde. Am Turnierende ging er mit vier Toren in fünf Spielen als Torschützenkönig hervor.
Mit der U21-Nationalmannschaft nahm er an der vom 24. März bis zum 6. Juni 2021 in Slowenien und Ungarn ausgetragenen Europameisterschaft teil, mit der er ebenfalls bis ins Finale vordrang. Das in Ljubljana gegen die U21-Nationalmannschaft Deutschlands ausgetragene Spiel endete mit der 0:1-Niederlage.
Sein Debüt für die A-Nationalmannschaft krönte er sogleich mit seinem ersten Tor, dem Treffer zum 3:0 in der 82. Minute beim 4:0-Sieg im Freundschaftsspiel gegen die Nationalmannschaft Nigerias in Lissabon. Mit ihr nahm er an der vom 20. November bis 18. Dezember 2022 im Emirat Katar ausgetragenen Weltmeisterschaft teil, bestritt vier Turnierspiele und erzielte beim 6:1-Achtelfinalsieg über die Schweizer Nationalmannschaft drei Tore.

## Titel

### Vereine
International
- Champions-League-Sieger: 2025 (Paris Saint-Germain)
- UEFA-Super-Cup-Sieger: 2025 (Paris Saint-Germain)

Portugal
- Meister: 2023 (Benfica Lissabon)

Frankreich
- Meister (2): 2024, 2025 (beide Paris Saint-Germain)
- Pokalsieger (2): 2024, 2025 (beide Paris Saint-Germain)
- Supercupsieger: 2024 (Paris Saint-Germain)

### Nationalmannschaft
- UEFA-Nations-League-Sieger: 2025

### Individuell
- Torschützenkönig der U19-Europameisterschaft: 2019
- Torschützenkönig der UEFA Youth League: 2020 (Acht Tore; gemeinsam mit Roberto Piccoli)

## Sonstiges
Bei der in Kooperation mit internationalen Sportzeitungen durch die per Abstimmung der italienischen Sportzeitung Tuttosport seit dem Jahr 2013 durchgeführte Auszeichnung Golden Boy wurde er im Jahr 2021 nominiert.